# Nizip
Nizip è una città della Turchia, situata nella provincia di Gaziantep della regione dell'Anatolia Sud Orientale.